# Zaglyptus formosus
Zaglyptus formosus là một loài tò vò trong họ Ichneumonidae.